# Симоне Бароне
Симоне Бароне (на италиански: Simone Barone) е италиански футболист-национал, полузащитник. Роден е на 30 април 1978 г. в град Ночера Инфериоре, провинция Салерно. Висок 1,78 м. Футболист на Палермо, преди това играе за последно играе в Парма.
Започва футболната си кариера в ФК Парма, дебютирайки за първия отбор през 1996 г. Играе за Падова в Серия Ц1 през 1998 г., за Алзано Вирешит в Серия Б през 1999 г. и в Киево през 2000 и 2001 г. През 2002 г. се връща във ФК Парма и през 2004 г. преминава във Палермо за трансферната сума от 5 милиона евро.
Дебютира за националния отбор на Италия на 18 февруари 2004 г. срещу Чехия (2 – 2). Участва на СП '06.